# Стёртевант, Уильям
Доктор Уильям К. Стёртевант, англ. William C. Sturtevant (1926—2 марта 2007) — американский антрополог-индеанист, известный как редактор 20-томного «Справочника по индейцам Северной Америки» (en:Handbook of North American Indians), в котором были существенно развиты и дополнены сведения прежнего двухтомного справочника «Handbook of American Indians North of Mexico», который вышел под редакцией Ф. Ходжа.
Старший сын генетика А. Стёртеванта, составившего первую генетическую карту хромосомы.
Защитил докторскую диссертацию в Йельском университете в 1955 году. Первоначально служил в должности антрополога-исследователя в Бюро американской этнологии, затем был назначен куратором по североамериканской этнологии в Национальном музее США (позднее переименованном в Национальный музей естественной истории при Смитсоновском институте.
Умер от эмфиземы.